# Infantilismo
El infantilismo es una enfermedad la cual consiste en mantener en el adulto diversas características anatómicas, fisiológicas y psicológicas de la infancia; se reconocen 4 tipos:
- Infantilismo psicosexual: El "infantilismo psíquico" consiste, según Hirschfeld, en la conservación del "modo de ser mental" de un niño. Se notaría "cierta parentela con grados ligeros de debilidad mental". Hirschfeld considera también como variante psíquica del infantilismo el "cisvestismo", a saber, el uso de vestidos de niño en edad adulta.

- Infantilismo de Brissaud: Un desorden congénito causado por una disminución de las hormonas tiroideas durante el desarrollo fetal o durante los primeros años de la vida. Se caracteriza por cretinismo y retraso mental.

- Infantilismo de Lorain: Un tipo de enanismo debida a una deficiencia de la secreción de la hormona del crecimiento y de la gonadotropina. También se le denomina infantilismo pituitario.

- Infantilismo retrógrado: Desorden raro que afecta a varones con acromegalia evolucionada y se caracteriza por atrofia genital y desarrollo de los caracteres sexuales secundarios femeninos.

- Datos: Q1662323